# Atur
Atur is een plaats en voormalige gemeente in het departement Dordogne in de Franse regio Nouvelle-Aquitaine. Atur heeft een oppervlakte van 19,13 km².

## Geschiedenis
Het dorp was lange tijd in handen van het geslacht de la Roche Aymon.
De gemeente is op 1 januari 2016 gefuseerd met Boulazac en Saint-Laurent-sur-Manoire tot de commune nouvelle Boulazac Isle Manoire.

## Demografie
Atur had in 2005 1532 inwoners (80 inw. per km²) en in 2019 1978 inwoners (103  inw. per km²).
Onderstaande figuur toont het verloop van het inwonertal.

## Bezienswaardigheden
De dodenlantaarn is 11e-eeuws en de kerk 12e-eeuws.

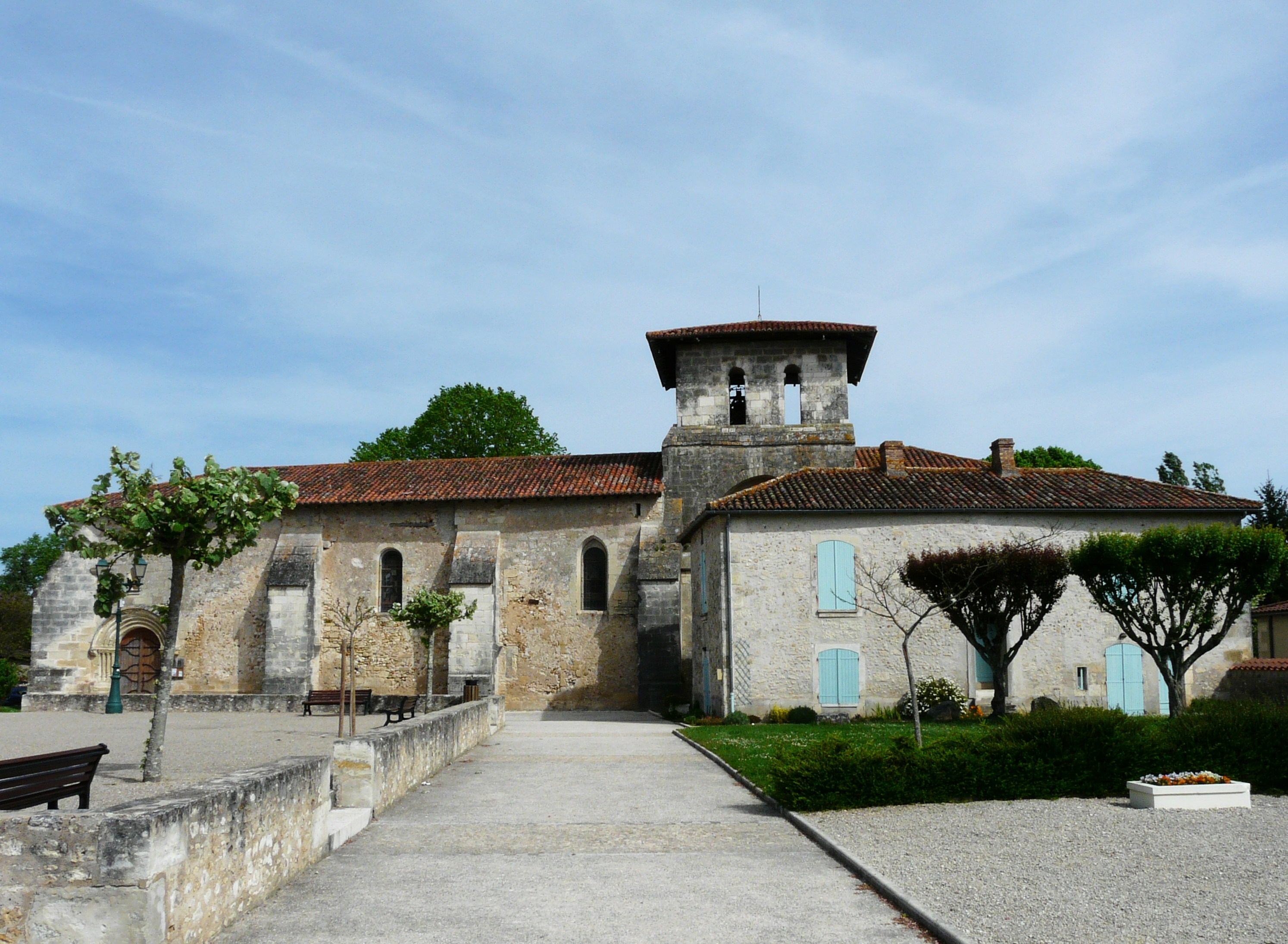
Kerk Notre-Dame de l'Assomption
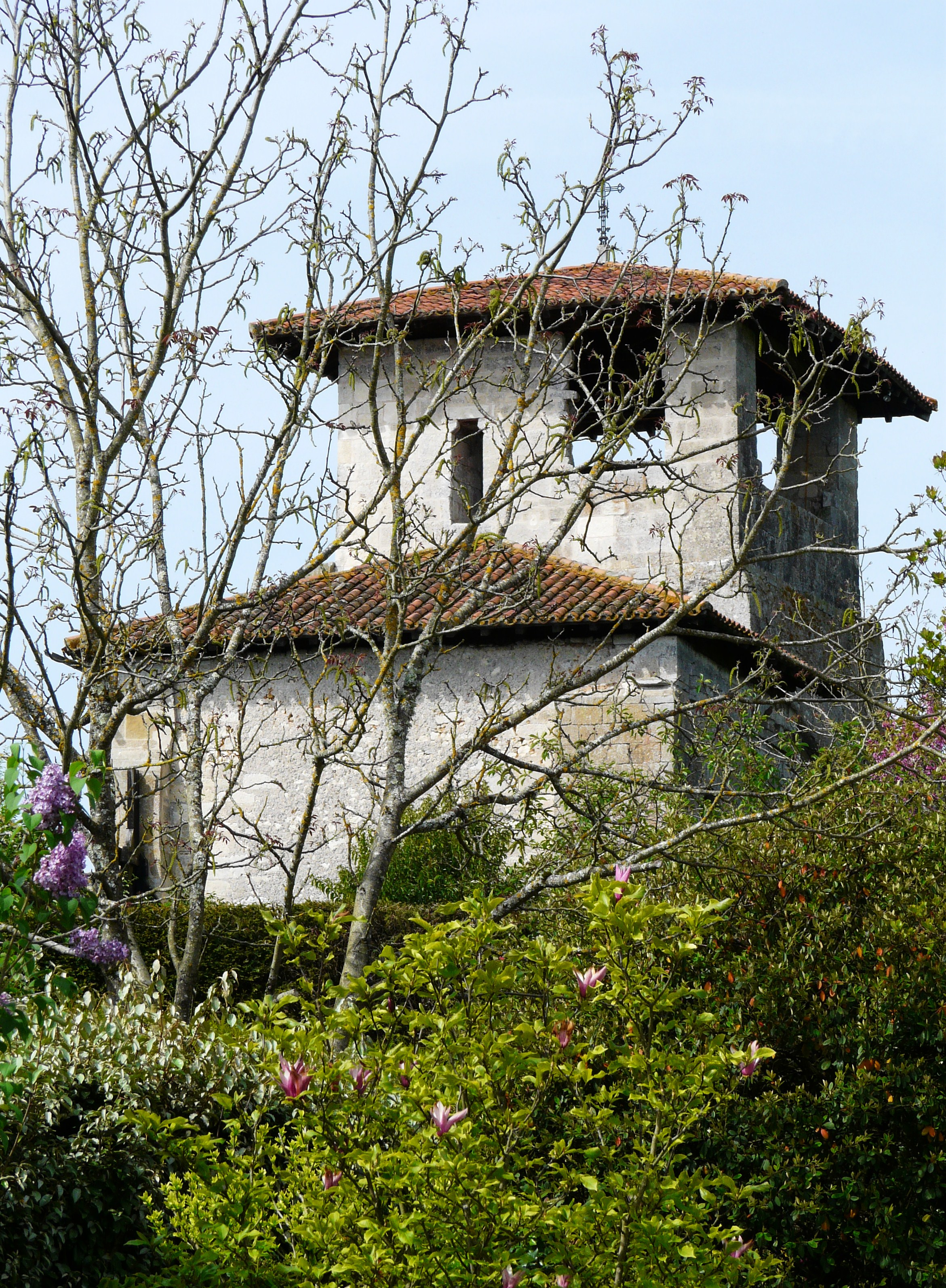
Kerk
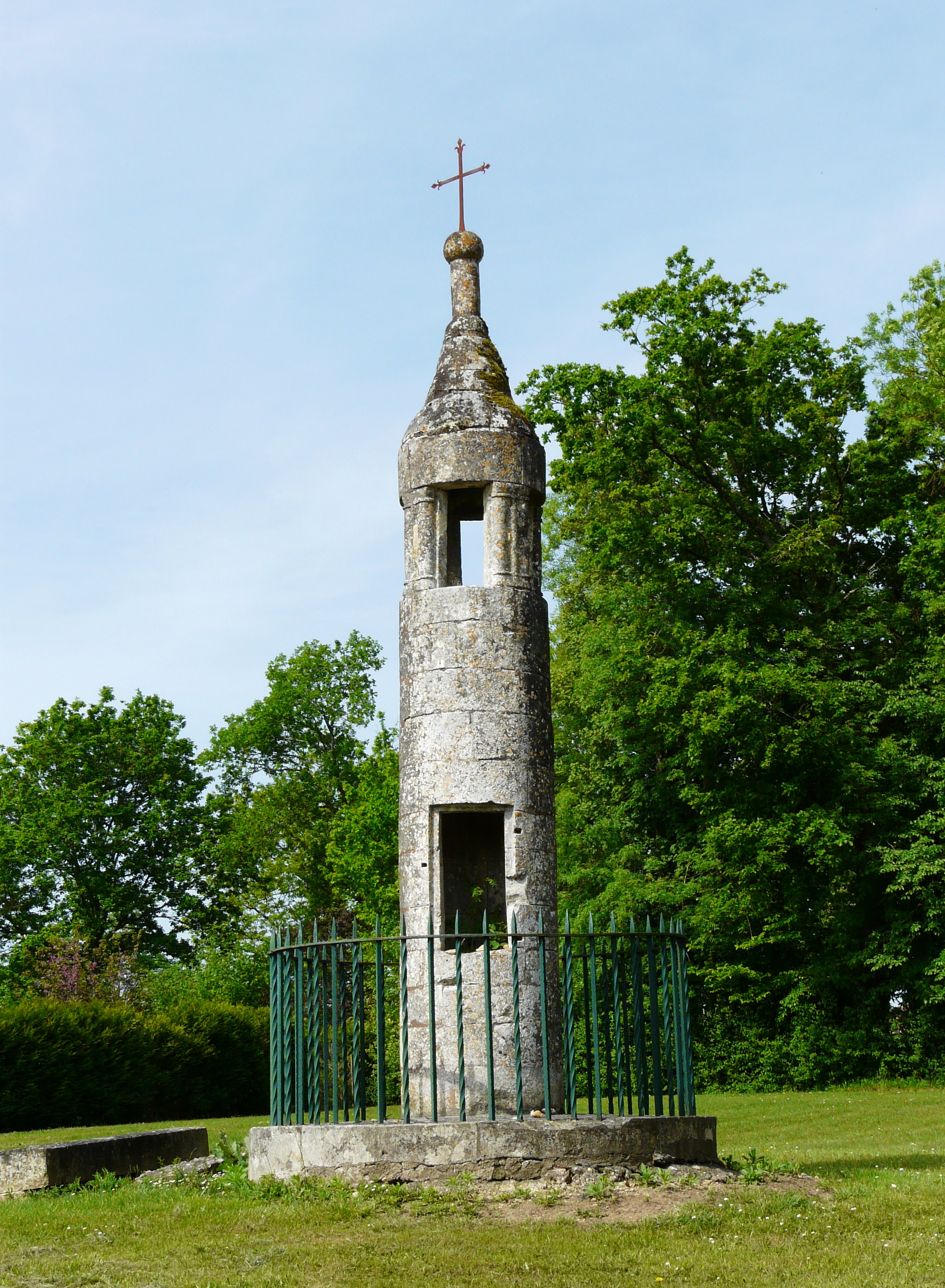
Dodenlantaarn

Atur · Boulazac · Saint-Laurent-sur-Manoire · Sainte-Marie-de-Chignac